# Principe di Guéméné
Il titolo di Principe di Guéméné è un titolo nobiliare francese che venne concesso da Carlo IX di Francia a Luigi VI de Rohan-Guéméné, capitano d'armi al servizio del Re e cavaliere dell'Ordine di San Michele, discendente dell'omonima casata bretone, nel mese di settembre del 1570 con lettere patenti.  Dopo l'erezione della signoria di Montbazon a ducato per Luigi VII de Rohan-Montbazon, il principato di Guémené divenne la prerogativa del figlio maggiore ed erede del Duca di Montbazon.
L'attuale detentore del titolo di Principe di Guéméné, insieme che con quello di Pari di Francia, Duca di Montbazon, Duca di Bouillon, Principe di Rohan, Principe di Montauban, Principe di Rochefort, è Charles Raoul de Rohan-Rochefort.

## Storia
Il feudo di Guémené fu acquistato il 26 maggio 1377, per 3 400 sous d'oro da Jean I, visconte di Rohan. Dal suo secondo matrimonio con l'Infanta Giovanna di Navarra, figlia della regina Giovanna II di Navarra, ebbe un figlio, Carlo, che ricevette il feudo di Guémené come cadetto e vi si stabilì. È il capostipite del ramo Rohan-Guémené, da cui provengono tutti gli attuali Rohan, e del ramo Rohan-Giè, da cui discende il ramo ancora fiorente dei Rohan-Chabot.

## Signori di Guéméné
- Jean I di Rohan
- Carlo I de Rohan-Guémené (1377-1438)
- Luigi I de Rohan-Guémené (?-1457)
- Luigi II de Rohan-Guémené (?-1508)
- Luigi III de Rohan-Guémené (?-1498)
- Luigi IV de Rohan-Guémené (?-1527)
- Luigi V de Rohan-Guémené (1513-1557)
- Luigi VI de Rohan-Guémené (1540-1611)

La signoria fu successivamente eretta a principato da Carlo IX nel settembre 1570

## Principi di Guémené
- Luigi VI de Rohan-Guéméné (1540-1611)

Dopo l'erezione della signoria di Montbazon a ducato per Luigi VII de Rohan-Montbazon, il principato di Guémené divenne la prerogativa del figlio maggiore ed erede del Duca di Montbazon.
- Luigi VII de Rohan-Montbazon (1562-1589), figlio del precedente. In seguito divenne I duca di Montbazon e pari di Francia.
- Hercule I di Rohan-Montbazon (1568-1654), fratello del precedente.
- Luigi VIII de Rohan-Guéméné (1598-1667), figlio del precedente.
- Charles II de Rohan-Guéméné (1633-1699), figlio del precedente.
- Charles III de Rohan-Guéméné (1655-1727), figlio del precedente.
- Francesco Armando de Rohan-Guéméné (1682-1717), figlio del precedente.
- Hercule II Mériadec de Rohan-Guéméné (1688-1757), fratello del precedente.
- Jules Hercule Mériadec de Rohan-Guéméné (1726-1800), figlio del precedente.
- Henri Louis Marie de Rohan-Guéméné (1745-1809), figlio del precedente.
- Charles IV Alain Gabriel de Rohan (1764-1836), figlio del precedente.
- Louis Victor Meriadec de Rohan (1766-1846), fratello del precedente.
- Camille Philippe Joseph de Rohan-Rochefort (1800-1892), nipote del precedente.
- Alain I Benjamin Arthur de Rohan-Rochefort (1853-1914), pronipote del precedente.
- Alain II Anton Joseph de Rohan-Rochefort (1893-1976), figlio del precedente.
- Charles V Alain Albert de Rohan-Rochefort (1934-2008), nipote del precedente.
- Albert Marie de Rohan-Rochefort (1936-2019), fratello del precedente.
- Charles Raoul de Rohan-Rochefort (1954), cugino del precedente.